# Charles Kaboré
Pour les articles homonymes, voir Kaboré.
Charles Kaboré, né le 9 février 1988 à Bobo-Dioulasso (Burkina Faso), est un footballeur international burkinabé qui évolue au poste de milieu de terrain devenu ambassadeur pour le sport burkinabè. 
Il joue la majorité de sa carrière à l'Olympique de Marseille avec lequel il est champion de France en 2010 et remporte trois Coupes de la Ligue ainsi que deux Trophées des champions. Après 8 saisons passées en Russie, il retrouve la France en 2022 où il rejoint le Chamois niortais FC en Ligue 2.
Avec sa sélection, il participe à la CAN à cinq reprises en 2010, 2012, 2013, 2015 et 2017.

## Biographie

### Olympique de Marseille (2007-2013)
Milieu défensif de prédilection, il est très solide et est capable de jouer de l'avant. Il signe le 20 décembre 2007 à l'Olympique de Marseille son premier contrat professionnel pour une durée de cinq ans. L'ancien entraîneur belge de l'Olympique de Marseille, Eric Gerets, déclare quelque temps après l'arrivée de Charles Kaboré au sein du club phocéen : « Il me surprend, c'est une satisfaction. Mais avant de le titulariser, il devra montrer des choses exceptionnelles ». Il prend part à sa première rencontre avec l'OM contre l'AJ Auxerre en quart de finale de la Coupe de la Ligue. Le 17 février 2008, il est titulaire pour la première fois au Stade Vélodrome contre le Paris Saint-Germain.
La saison suivante, il est régulièrement utilisé mais fais face à une rude concurrence à son poste. Le 22 octobre 2008, il joue son premier match de Ligue des champions contre le PSV Eindhoven au Philips Stadion en rentrant à la 62e minute à la place de Karim Ziani (0-2). Il inscrit son premier but en Ligue 1 et sous les couleurs olympiennes le 19 octobre 2008, contre le Valenciennes FC (victoire 3-1) pour le compte de la 9e journée. Au terme de la saison, il est vice-champion de France.
Lors de la seconde partie de saison 2009-2010, Benoît Cheyrou se blesse et Didier Deschamps décide de titulariser Kaboré. Peu à peu, il s'impose et trouve une place de titulaire dans l'effectif marseillais. Il marque son premier but en Ligue Europa face au FC Copenhague lors du 16e de finale aller le 18 février 2010. Cette saison-là, il remporte son premier titre. En effet, l'OM remporte la Coupe de la Ligue 2010 face au stade rennais FC sur le score de trois buts à un. Peu de temps après, il est champion de France.
Lors de l'été 2010, il remporte le Trophée des champions, en battant le Paris SG lors de la séance de tirs au but. Le 17 août 2010, à la suite de l'obtention de la nationalité française, il déclare : « Je suis fier d'avoir été colonisé par la France. »
Cette déclaration déclenche alors un début de polémique dans son pays d'origine. Il y met fin en déclarant : « Je serai Burkinabé jusqu'à mon dernier souffle. » Lors de cette saison, il devient un titulaire indiscutable de l'effectif olympien au poste de milieu de terrain ou de défenseur latéral droit et remporte une seconde coupe de la ligue après une victoire un but à zéro sur le Montpellier HSC.
L'été suivant, il participe au Trophée des champions et le remporte face au Lille OSC sur le score fleuve de cinq buts à quatre. Il remporte la coupe de la ligue pour la troisième fois consécutif lors de la prolongation contre l'Olympique lyonnais.
Lors de la CAN 2013, il est promu capitaine de la sélection nationale par le nouvel entraineur Paul Put. Il réussit à emmener son équipe jusqu'en finale, les étalons deviennent ainsi vice-champion d'Afrique.

### 2013-2021: Huit ans en Russie

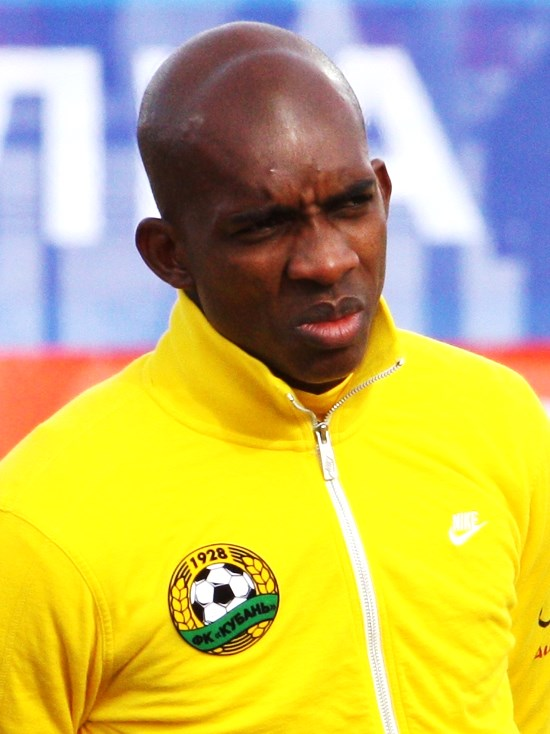
Kaboré avec le Kouban Krasnodar en 2013.

Le 21 février 2013, après avoir passé sa visite médicale, Charles Kaboré signe un contrat de quatre ans et demi avec le club du Kouban Krasnodar pour un salaire annuel de 1,5 M €. Le transfert rapporte 1,5 M € à l'OM.
Le 5 mars 2014, il déclare au journal La Provence  à propos d'un éventuel retour à l'Olympique de Marseille : « Non. On dit qu’il ne faut jamais dire jamais, mais je ne pense pas. Il faut laisser la place, on a fait notre temps. Faire rêver les supporters pour rien, ça ne sert pas à grand-chose. ».
Le 25 août 2015, il est prêté avec option d'achat au club voisin, le FK Krasnodar. Titulaire lors de sa première saison au club, son option d'achat est définitivement levée au terme de la saison.
Le FK Krasnodar annonce le départ de Kaboré à l'issue de la saison 2018-2019. Il rejoint dans la foulée le Dynamo Moscou à l'été 2019.

### Après carrière
En 2025, il est nommé par le président du Burkina Faso comme ambassadeur pour le sport burkinabè. Son rôle est la mobilisation du réseau diplomatique pour assurer le bon déroulement des grands évènements sportifs organisés au Burkina Faso, le développement de la coopération internationale dans le domaine du sport et le renforcement de l'attractivité du pays pour les investissements sportifs.

## Statistiques
| Saison                | Club                     | Championnat           | Championnat | Championnat | Coupe nationale | Coupe nationale | Coupe de la Ligue | Coupe de la Ligue | Supercoupe | Supercoupe | Compétition(s) continentale(s) | Compétition(s) continentale(s) | Compétition(s) continentale(s) | Burkina Faso | Burkina Faso | Total | Total |
| Saison                | Club                     | Division              | M.          | B.          | M.              | B.              | M.                | B.                | M.         | B.         | Comp.                          | M.                             | B.                             | M.           | B.           | M.    | B.    |
| 2006-2007             | EF Ouagadougou           | Division 1            | -           | -           | -               | -               | -                 | -                 | -          | -          | -                              | -                              | -                              | 2            | 0            | 2     | 0     |
| 2006-2007             | FC Libourne-Saint-Seurin | Ligue 2               | 10          | 1           | -               | -               | -                 | -                 | -          | -          | -                              | -                              | -                              | 5            | 1            | 15    | 2     |
| 2007-2008             | FC Libourne-Saint-Seurin | Ligue 2               | 16          | 0           | 1               | 0               | -                 | -                 | -          | -          | -                              | -                              | -                              | 2            | 0            | 19    | 0     |
| Sous-total            | Sous-total               | Sous-total            | 26          | 1           | 1               | 0               | -                 | -                 | -          | -          | -                              | -                              | -                              | 9            | 1            | 36    | 2     |
| 2007-2008             | Olympique de Marseille   | Ligue 1               | 12          | 0           | 2               | 0               | 1                 | 0                 | -          | -          | C3                             | 3                              | 0                              | 4            | 1            | 22    | 1     |
| 2008-2009             | Olympique de Marseille   | Ligue 1               | 23          | 1           | 1               | 0               | 1                 | 0                 | -          | -          | C1+C3                          | 4+2                            | 0+0                            | 6            | 0            | 37    | 1     |
| 2009-2010             | Olympique de Marseille   | Ligue 1               | 25          | 1           | 1               | 0               | 4                 | 0                 | -          | -          | C1+C3                          | 3+3                            | 0+1                            | 5            | 0            | 41    | 2     |
| 2010-2011             | Olympique de Marseille   | Ligue 1               | 34          | 0           | 0               | 0               | 4                 | 0                 | 1          | 0          | C1                             | 5                              | 0                              | 6            | 1            | 50    | 1     |
| 2011-2012             | Olympique de Marseille   | Ligue 1               | 25          | 0           | 2               | 0               | 3                 | 0                 | 1          | 0          | C1                             | 6                              | 0                              | 9            | 0            | 46    | 0     |
| 2012-2013             | Olympique de Marseille   | Ligue 1               | 17          | 0           | 1               | 0               | 1                 | 0                 | -          | -          | C3                             | 8                              | 0                              | 10           | 0            | 37    | 0     |
| Sous-total            | Sous-total               | Sous-total            | 136         | 2           | 7               | 0               | 14                | 0                 | 2          | 0          | -                              | 34                             | 1                              | 40           | 2            | 233   | 5     |
| 2012-2013             | Kouban Krasnodar         | Premier-Liga          | 11          | 0           | 1               | 0               | -                 | -                 | -          | -          | -                              | -                              | -                              | 3            | 1            | 15    | 1     |
| 2013-2014             | Kouban Krasnodar         | Premier-Liga          | 26          | 0           | 0               | 0               | -                 | -                 | -          | -          | C3                             | 9                              | 1                              | 6            | 0            | 41    | 1     |
| 2014-2015             | Kouban Krasnodar         | Premier-Liga          | 26          | 0           | 5               | 0               | -                 | -                 | -          | -          | -                              | -                              | -                              | 12           | 0            | 43    | 0     |
| Sous-total            | Sous-total               | Sous-total            | 63          | 0           | 6               | 0               | -                 | -                 | -          | -          | -                              | 9                              | 1                              | 21           | 1            | 99    | 2     |
| 2015-2016             | FK Krasnodar (prêt)      | Premier-Liga          | 21          | 0           | 4               | 0               | -                 | -                 | -          | -          | C3                             | 7                              | 0                              | 5            | 0            | 37    | 0     |
| 2016-2017             | FK Krasnodar             | Premier-Liga          | 22          | 1           | 1               | 0               | -                 | -                 | -          | -          | C3                             | 10                             | 0                              | 10           | 0            | 43    | 1     |
| 2017-2018             | FK Krasnodar             | Premier-Liga          | 19          | 0           | 1               | 0               | -                 | -                 | -          | -          | C3                             | 2                              | 0                              | 5            | 0            | 27    | 0     |
| 2018-2019             | FK Krasnodar             | Premier-Liga          | 24          | 1           | 4               | 0               | -                 | -                 | -          | -          | C3                             | 9                              | 0                              | 4            | 0            | 41    | 1     |
| Sous-total            | Sous-total               | Sous-total            | 86          | 2           | 10              | 0               | -                 | -                 | -          | -          | -                              | 28                             | 0                              | 24           | 0            | 148   | 2     |
| 2019-2020             | Dynamo Moscou            | Premier-Liga          | 20          | 0           | 1               | 0               | -                 | -                 | -          | -          | -                              | -                              | -                              | 4            | 0            | 25    | 0     |
| 2020-2021             | Dynamo Moscou            | Premier-Liga          | 19          | 0           | 1               | 0               | -                 | -                 | -          | -          | C3                             | 1                              | 0                              | 4            | 0            | 25    | 0     |
| Sous-total            | Sous-total               | Sous-total            | 39          | 0           | 2               | 0               | -                 | -                 | -          | -          | -                              | 1                              | 0                              | 8            | 0            | 50    | 0     |
| Total sur la carrière | Total sur la carrière    | Total sur la carrière | 350         | 5           | 26              | 0               | 14                | 0                 | 2          | 0          | -                              | 72                             | 2                              | 102          | 4            | 566   | 11    |

### Liste des matches internationaux
| Liste des matchs internationaux de Charles Kaboré | Liste des matchs internationaux de Charles Kaboré | Liste des matchs internationaux de Charles Kaboré                      | Liste des matchs internationaux de Charles Kaboré | Liste des matchs internationaux de Charles Kaboré | Liste des matchs internationaux de Charles Kaboré | Liste des matchs internationaux de Charles Kaboré | Liste des matchs internationaux de Charles Kaboré |
|                                                   | Date                                              | Lieu                                                                   | Adversaire                                        | Tps                                               | Perf                                              | Résultat                                          | Compétition                                       |
| ------------------------------------------------- | ------------------------------------------------- | ---------------------------------------------------------------------- | ------------------------------------------------- | ------------------------------------------------- | ------------------------------------------------- | ------------------------------------------------- | ------------------------------------------------- |
| 1.                                                | 7 octobre 2006                                    | Stade du 4 août, Ouagadougou, Burkina Faso                             | Sénégal                                           | 85e                                               | Averti                                            | 1-0                                               | Qualifications CAN 2008                           |
| 2.                                                | 15 novembre 2006                                  | Stade Georges-Carcassonne, Aix-en-Provence, France                     | Algérie                                           | 80e                                               |                                                   | 1-2                                               | Match amical                                      |
| 3.                                                | 24 mars 2007                                      | Stade du 4 août, Ouagadougou, Burkina Faso                             | Mozambique                                        | 90 min                                            |                                                   | 1-1                                               | Qualifications CAN 2008                           |
| 4.                                                | 29 mai 2007                                       | National Sports Stadium, Harare, Zimbabwe                              | Zimbabwe                                          | 90 min                                            | 70e                                               | 1-1                                               | Match amical                                      |
| 5.                                                | 3 juin 2007                                       | Estádio da Machava, Matola, Mozambique                                 | Mozambique                                        | 90 min                                            |                                                   | 3-1                                               | Qualifications CAN 2008                           |
| 6.                                                | 9 juin 2007                                       | Stade du 4 août, Ouagadougou, Burkina Faso                             | Mali                                              | 90 min                                            |                                                   | 0-1                                               | Match amical                                      |
| 7.                                                | 16 juin 2007                                      | Stade du 4 août, Ouagadougou, Burkina Faso                             | Tanzanie                                          | 85e                                               |                                                   | 0-1                                               | Qualifications CAN 2008                           |
| 8.                                                | 22 août 2007                                      | Stade Jean Delbert, Montreuil, France                                  | Mali                                              |                                                   |                                                   | 2-3                                               | Match amical                                      |
| 9.                                                | 8 septembre 2007                                  | Stade Leopold Senghor, Dakar, France                                   | Sénégal                                           | 90 min                                            |                                                   | 5-1                                               | Qualifications CAN 2008                           |
| 10.                                               | 1er juin 2008                                     | Stade olympique de Radès, Radès, Tunisie                               | Tunisie                                           | 90 min                                            |                                                   | 1-2                                               | Qualifications Coupe du monde 2010                |
| 11.                                               | 7 juin 2008                                       | Stade du 4 août, Ouagadougou, Burkina Faso                             | Burundi                                           | 90 min                                            |                                                   | 2-0                                               | Qualifications Coupe du monde 2010                |
| 12.                                               | 14 juin 2008                                      | Stade Linité, Victoria, Seychelles                                     | Seychelles                                        | 90 min                                            |                                                   | 2-3                                               | Qualifications Coupe du monde 2010                |
| 13.                                               | 21 juin 2008                                      | Stade du 4 août, Ouagadougou, Burkina Faso                             | Seychelles                                        | 90 min                                            | 21e                                               | 4-1                                               | Qualifications Coupe du monde 2010                |
| 14.                                               | 6 septembre 2008                                  | Stade du 4 août, Ouagadougou, Burkina Faso                             | Tunisie                                           | 90 min                                            |                                                   | 0-0                                               | Qualifications Coupe du monde 2010                |
| 15.                                               | 12 octobre 2008                                   | Stade du Prince Louis Rwagasore, Bujumbura, Burundi                    | Burundi                                           | 90 min                                            |                                                   | 1-3                                               | Qualifications Coupe du monde 2010                |
| 16.                                               | 11 février 2009                                   | Stade Amable-et-Micheline-Lozai, Le Petit-Quevilly, France             | Togo                                              | 90 min                                            |                                                   | 1-1                                               | Match amical                                      |
| 17.                                               | 28 mars 2009                                      | Stade du 4 août, Ouagadougou, Burkina Faso                             | Guinée                                            | 90 min                                            |                                                   | 4-2                                               | Qualifications Coupe du monde 2010                |
| 18.                                               | 6 juin 2009                                       | Kamuzu Stadium, Blantyre, Malawi                                       | Malawi                                            | 90 min                                            |                                                   | 0-1                                               | Qualifications Coupe du monde 2010                |
| 19.                                               | 20 juin 2009                                      | Stade du 4 août, Ouagadougou, Burkina Faso                             | Côte d'Ivoire                                     | 90 min                                            | 90e                                               | 2-3                                               | Qualifications Coupe du monde 2010                |
| 20.                                               | 20 juin 2009                                      | Stade Amable-et-Micheline-Lozai, Le Petit-Quevilly, France             | Mali                                              | 90 min                                            |                                                   | 0-3                                               | Match amical                                      |
| 21.                                               | 5 septembre 2009                                  | Stade Félix-Houphouët-Boigny, Abidjan, Côte d'Ivoire                   | Côte d'Ivoire                                     | 88e                                               | 48e                                               | 5-0                                               | Qualifications Coupe du monde 2010                |
| 22.                                               | 14 novembre 2009                                  | Stade du 4 août, Ouagadougou, Burkina Faso                             | Malawi                                            | 90 min                                            |                                                   | 1-0                                               | Qualifications Coupe du monde 2010                |
| 23.                                               | 11 janvier 2010                                   | Stade National de Chiazi, Cabinda, Angola                              | Côte d'Ivoire                                     | 90 min                                            |                                                   | 0-0                                               | CAN 2010                                          |
| 24.                                               | 19 janvier 2010                                   | Stade national du 11-Novembre, Luanda, Angola                          | Ghana                                             | 59e                                               |                                                   | 0-1                                               | CAN 2010                                          |
| 25.                                               | 11 août 2010                                      | Stade Municipal, Senlis, France                                        | Congo                                             | 90 min                                            |                                                   | 3-0                                               | Match amical                                      |
| 26.                                               | 6 septembre 2010                                  | Stade Pierre-de-Coubertin, Cannes, France                              | Gabon                                             | 90 min                                            |                                                   | 1-1                                               | Match amical                                      |
| 27.                                               | 9 octobre 2010                                    | Stade du 4 août, Ouagadougou, Burkina Faso                             | Gambie                                            | 90 min                                            | 68e                                               | 3-1                                               | Qualification CAN 2012                            |
| 28.                                               | 17 novembre 2010                                  | Stade Aimé Bergeal, Mantes-la-Jolie, France                            | Guinée                                            | 46e                                               |                                                   | 2-1                                               | Match amical                                      |
| 29.                                               | 26 mars 2011                                      | Stade du 4 août, Ouagadougou, Burkina Faso                             | Namibie                                           | 67e                                               |                                                   | 4-0                                               | Qualification CAN 2012                            |
| 30.                                               | 4 juin 2011                                       | Independence Stadium, Windhoek, Namibie                                | Namibie                                           | 90 min                                            |                                                   | 1-4                                               | Qualification CAN 2012                            |
| 31.                                               | 3 septembre 2011                                  | Stade Sangoulé Lamizana, Bobo Dioulasso, Burkina Faso                  | Guinée équatoriale                                | 90 min                                            |                                                   | 1-0                                               | Match amical                                      |
| 32.                                               | 11 novembre 2011                                  | Stade des Diablots, Saint-Leu-la-Forêt, France                         | Mali                                              | 90e                                               |                                                   | 1-1                                               | Match amical                                      |
| 33.                                               | 22 janvier 2012                                   | Nuevo Estadio de Malabo, Malabo, Guinée équatoriale                    | Angola                                            | 90 min                                            |                                                   | 1-2                                               | CAN 2012                                          |
| 34.                                               | 26 janvier 2012                                   | Nuevo Estadio de Malabo, Malabo, Guinée équatoriale                    | Côte d'Ivoire                                     | 90 min                                            | 32e                                               | 2-0                                               | CAN 2012                                          |
| 35.                                               | 30 janvier 2012                                   | Estadio de Bata, Bata, Guinée équatoriale                              | Soudan                                            | 90 min                                            |                                                   | 2-1                                               | CAN 2012                                          |
| 36.                                               | 29 février 2012                                   | Stade de Marrakech, Marrakech, Maroc                                   | Maroc                                             | 90 min                                            | 62e                                               | 2-0                                               | Match amical                                      |
| 37.                                               | 26 mai 2012                                       | Stade du 4 août, Ouagadougou, Burkina Faso                             | Bénin                                             | 90 min                                            |                                                   | 2-2                                               | Match amical                                      |
| 38.                                               | 2 juin 2012                                       | Stade du 4 août, Ouagadougou, Burkina Faso                             | Congo                                             | 93e                                               |                                                   | 0-3                                               | Qualification Coupe du monde 2014                 |
| 39.                                               | 9 juin 2012                                       | L’amitié Sino Gabonaise, Libreville, Gabon                             | Gabon                                             | 90 min                                            | 32e                                               | 1-0                                               | Qualification Coupe du monde 2014                 |
| 40.                                               | 14 août 2012                                      | Stade municipal, Saint-Leu-la-Forêt, France                            | Togo                                              |                                                   |                                                   | 3-0                                               | Match amical                                      |
| 41.                                               | 8 septembre 2012                                  | Complexe Sportif Barthélemy Boganda, Bangui, République centrafricaine | Centrafrique                                      | 90 min                                            | 68e                                               | 1-0                                               | Qualification CAN 2013                            |
| 42.                                               | 14 octobre 2012                                   | Stade du 4 août, Ouagadougou, Burkina Faso                             | Centrafrique                                      | 90 min                                            | 45e                                               | 3-1                                               | Qualification CAN 2013                            |
| 43.                                               | 14 novembre 2012                                  | Stade Ben-Ahmed-El-Abdi, El Jadida, Maroc                              | RD Congo                                          | 46e                                               |                                                   | 1-0                                               | Match amical                                      |
| 44.                                               | 10 janvier 2013                                   | Stade Mbombela, Nelspruit, Afrique du Sud                              | Niger                                             | 46e                                               |                                                   | 0-0                                               | Match amical                                      |
| 45.                                               | 25 janvier 2013                                   | Stade Mbombela, Nelspruit, Afrique du Sud                              | Éthiopie                                          | 94e                                               |                                                   | 4-0                                               | CAN 2013                                          |
| 46.                                               | 29 janvier 2013                                   | Stade Mbombela, Nelspruit, Afrique du Sud                              | Zambie                                            | 90 min                                            |                                                   | 0-0                                               | CAN 2013                                          |
| 47.                                               | 3 février 2013                                    | Stade Mbombela, Nelspruit, Afrique du Sud                              | Togo                                              | 120 min                                           | 43e                                               | 1-0                                               | CAN 2013                                          |
| 48.                                               | 6 février 2013                                    | Stade Mbombela, Nelspruit, Afrique du Sud                              | Ghana                                             | 120 min                                           |                                                   | 1-1 (tab 3-2)                                     | CAN 2013                                          |
| 49.                                               | 10 février 2013                                   | FNB Stadium, Johannesburg, Afrique du Sud                              | Nigeria                                           | 90 min                                            |                                                   | 1-0                                               | CAN 2013                                          |
| 50.                                               | 23 mars 2013                                      | Stade du 4 août, Ouagadougou, Burkina Faso                             | Niger                                             | 90 min                                            | 77e · 69e                                         | 4-0                                               | Match amical                                      |
| 51.                                               | 2 juin 2013                                       | Stade Mustapha-Tchaker, Blida, Algérie                                 | Algérie                                           | 46e                                               |                                                   | 2-0                                               | Match amical                                      |
| 52.                                               | 15 juin 2013                                      | Stade de Pointe-Noire, Pointe-Noire, République du Congo               | Congo                                             | 90 min                                            |                                                   | 0-1                                               | Qualification Coupe du monde 2014                 |
| 53.                                               | 14 août 2013                                      | Stade Ibn Batouta, Tanger, Maroc                                       | Maroc                                             | 90 min                                            |                                                   | 1-2                                               | Match amical                                      |
| 54.                                               | 7 septembre 2013                                  | Stade du 4 août, Ouagadougou, Burkina Faso                             | Gabon                                             | 90 min                                            |                                                   | 1-0                                               | Qualification Coupe du monde 2014                 |
| 55.                                               | 12 octobre 2013                                   | Stade du 4 août, Ouagadougou, Burkina Faso                             | Algérie                                           | 90 min                                            |                                                   | 3-2                                               | Qualification Coupe du monde 2014                 |
| 56.                                               | 19 novembre 2013                                  | Stade Mustapha-Tchaker, Blida, Algérie                                 | Algérie                                           | 90 min                                            | 53e                                               | 1-0                                               | Qualification Coupe du monde 2014                 |
| 57.                                               | 5 mars 2014                                       | Stade Francis-Turcan, Martigues, France                                | Comores                                           | 90 min                                            | 51e                                               | 1-1                                               | Match amical                                      |
| 58.                                               | 21 mai 2014                                       | Stade du 4 août, Ouagadougou, Burkina Faso                             | Sénégal                                           | 90 min                                            |                                                   | 1-1                                               | Match amical                                      |
| 59.                                               | 6 septembre 2014                                  | Stade du 4 août, Ouagadougou, Burkina Faso                             | Lesotho                                           | 90 min                                            |                                                   | 2-0                                               | Qualification CAN 2015                            |
| 60.                                               | 10 septembre 2014                                 | Stade national du 11-Novembre, Luanda, Angola                          | Angola                                            | 90 min                                            |                                                   | 0-3                                               | Qualification CAN 2015                            |
| 61.                                               | 11 octobre 2014                                   | Stade d'Angondjé, Libreville, Gabon                                    | Gabon                                             | 90 min                                            | 41e                                               | 2-0                                               | Qualification CAN 2015                            |
| 62.                                               | 15 octobre 2014                                   | Stade du 4 août, Ouagadougou, Burkina Faso                             | Gabon                                             | 90 min                                            |                                                   | 1-1                                               | Qualification CAN 2015                            |
| 63.                                               | 15 novembre 2014                                  | Stade Setsoto, Maseru, Lesotho                                         | Lesotho                                           | 90 min                                            | 82e                                               | 0-1                                               | Qualification CAN 2015                            |
| 64.                                               | 10 janvier 2015                                   | Stade Mbombela, Nelspruit, Afrique du Sud                              | Eswatini                                          | 90 min                                            |                                                   | 5-1                                               | Match amical                                      |
| 65.                                               | 13 janvier 2015                                   | Stade Mbombela, Nelspruit, Afrique du Sud                              | Botswana                                          | 46e                                               |                                                   | 2-0                                               | Match amical                                      |
| 66.                                               | 17 janvier 2015                                   | Stade Nkoantoma, Bata, Guinée équatoriale                              | Gabon                                             | 90 min                                            |                                                   | 2-0                                               | CAN 2015                                          |
| 67.                                               | 21 janvier 2015                                   | Stade Nkoantoma, Bata, Guinée équatoriale                              | Guinée équatoriale                                | 90 min                                            |                                                   | 0-0                                               | CAN 2015                                          |
| 68.                                               | 25 janvier 2015                                   | Nuevo Estadio de Ebebiyín, Ebebiyín, Guinée équatoriale                | Congo                                             | 90 min                                            |                                                   | 2-1                                               | CAN 2015                                          |
| 69.                                               | 6 juin 2015                                       | Stade olympique Yves-du-Manoir, Colombes, France                       | Cameroun                                          | 90 min                                            |                                                   | 2-3                                               | Match amical                                      |
| 70.                                               | 13 juin 2015                                      | Stade Nkoantoma, Bata, Guinée équatoriale                              | Comores                                           | 90 min                                            |                                                   | 2-0                                               | Qualification CAN 2017                            |
| 71.                                               | 9 octobre 2015                                    | Stade de l'Aube, Troyes, France                                        | Mali                                              | 90 min                                            |                                                   | 1-4                                               | Match amical                                      |
| 72.                                               | 12 novembre 2015                                  | Stade de l'Amitié, Cotonou, Bénin                                      | Bénin                                             | 54e                                               |                                                   | 2-1                                               | Éliminatoires Mondial 2018                        |
| 73.                                               | 17 novembre 2015                                  | Stade du 4 août, Ouagadougou, Burkina Faso                             | Bénin                                             | 90 min                                            |                                                   | 2-0                                               | Éliminatoires Mondial 2018                        |
| 74.                                               | 26 mars 2016                                      | Stade du 4 août, Ouagadougou, Burkina Faso                             | Ouganda                                           | 90 min                                            |                                                   | 1-0                                               | Qualification CAN 2017                            |
| 75.                                               | 29 mars 2016                                      | Stade national Mandela, Kampala, Ouganda                               | Ouganda                                           | 90 min                                            | 86e · 91e                                         | 0-0                                               | Qualification CAN 2017                            |
| 76.                                               | 8 octobre 2016                                    | Stade du 4 août, Ouagadougou, Burkina Faso                             | Afrique du Sud                                    | 82e                                               |                                                   | 1-1                                               | Éliminatoires Mondial 2018                        |
| 77.                                               | 12 novembre 2016                                  | Estádio Nacional de Cabo Verde, Praia, Cap-Vert                        | Cap-Vert                                          | 90 min                                            | 83e                                               | 0-2                                               | Éliminatoires Mondial 2018                        |
| 78.                                               | 7 janvier 2017                                    | Annexe du Grand Stade, Marrakech, Maroc                                | Mali                                              | 46e                                               |                                                   | 1-2                                               | Match amical                                      |
| 79.                                               | 14 janvier 2017                                   | Stade d'Angondjé, Libreville, Gabon                                    | Cameroun                                          | 90 min                                            |                                                   | 1-1                                               | CAN 2017                                          |
| 80.                                               | 18 janvier 2017                                   | Stade d'Angondjé, Libreville, Gabon                                    | Gabon                                             | 90 min                                            |                                                   | 1-1                                               | CAN 2017                                          |
| 81.                                               | 22 janvier 2017                                   | Stade de Franceville, Franceville, Gabon                               | Guinée-Bissau                                     | 90 min                                            | 46e                                               | 0-2                                               | CAN 2017                                          |
| 82.                                               | 28 janvier 2017                                   | Stade d'Angondjé, Libreville, Gabon                                    | Tunisie                                           | 90 min                                            | 19e                                               | 0-2                                               | CAN 2017                                          |
| 83.                                               | 1er février 2017                                  | Stade d'Angondjé, Libreville, Gabon                                    | Égypte                                            | 90 min                                            |                                                   | 1-1 (tab 4-3)                                     | CAN 2017                                          |
| 84.                                               | 4 février 2017                                    | Stade de Port-Gentil, Port-Gentil, Gabon                               | Ghana                                             | 88e                                               |                                                   | 0-1                                               | CAN 2017                                          |
| 85.                                               | 10 juin 2017                                      | Stade du 4 août, Ouagadougou, Burkina Faso                             | Angola                                            | 90 min                                            | 32e                                               | 3-1                                               | Qualification CAN 2019                            |
| 86.                                               | 2 septembre 2017                                  | Stade Léopold-Sédar-Senghor, Dakar, Sénégal                            | Sénégal                                           | 90 min                                            | 91e                                               | 0-0                                               | Éliminatoires Mondial 2018                        |
| 87.                                               | 7 octobre 2017                                    | FNB Stadium, Johannesbourg, Afrique du Sud                             | Afrique du Sud                                    | 90 min                                            |                                                   | 3-1                                               | Éliminatoires Mondial 2018                        |
| 88.                                               | 14 novembre 2017                                  | Stade du 4 août, Ouagadougou, Burkina Faso                             | Cap-Vert                                          | 90 min                                            |                                                   | 4-0                                               | Éliminatoires Mondial 2018                        |
| 89.                                               | 22 mars 2018                                      | Stade du 4 août, Ouagadougou, Burkina Faso                             | Guinée-Bissau                                     | 72e                                               |                                                   | 2-0                                               | Match amical                                      |
| 90.                                               | 27 mars 2018                                      | Stade Jean Rolland, Franconville, France                               | Kosovo                                            | 62e                                               | 18e                                               | 2-0                                               | Match amical                                      |
| 91.                                               | 8 septembre 2018                                  | Stade Cheikha Ould Boïdiya, Nouakchott, Mauritanie                     | Mauritanie                                        | 90 min                                            |                                                   | 2-0                                               | Qualification CAN 2019                            |
| 92.                                               | 13 octobre 2018                                   | Stade du 4 août, Ouagadougou, Burkina Faso                             | Botswana                                          | 65e                                               |                                                   | 3-0                                               | Qualification CAN 2019                            |
| 93.                                               | 16 octobre 2018                                   | Francistown Sports Stadium, Francistown, Botswana                      | Botswana                                          | 90 min                                            |                                                   | 0-0                                               | Qualification CAN 2019                            |
| 94.                                               | 18 novembre 2018                                  | Stade national du 11-Novembre, Luanda, Angola                          | Angola                                            | 90 min                                            | 91e                                               | 2-1                                               | Qualification CAN 2019                            |
| 95.                                               | 6 septembre 2018                                  | Grand stade, Marrakech, Maroc                                          | Maroc                                             | 90 min                                            | 59e                                               | 1-1                                               | Match amical                                      |
| 96.                                               | 10 octobre 2019                                   | Stade Municipal, Saint-Leu-la-Forêt, France                            | Gabon                                             | 90 min                                            |                                                   | 0-1                                               | Match amical                                      |
| 97.                                               | 13 novembre 2019                                  | Stade du 4 août, Ouagadougou, Burkina Faso                             | Ouganda                                           | 90 min                                            | 57e                                               | 0-0                                               | Qualification CAN 2021                            |
| 98.                                               | 17 novembre 2019                                  | Stade de Khartoum, Khartoum, Soudan                                    | Soudan du Sud                                     | 90 min                                            |                                                   | 1-2                                               | Qualification CAN 2021                            |
| 99.                                               | 16 novembre 2020                                  | St Mary's Stadium Kitende, Blantyre, Malawi                            | Malawi                                            | 90 min                                            |                                                   | 0-0                                               | Qualification CAN 2021                            |
| 100.                                              | 24 mars 2021                                      | St Mary's Stadium Kitende, Kampala, Ouganda                            | Ouganda                                           | 90 min                                            |                                                   | 0-0                                               | Qualification CAN 2021                            |
| 101.                                              | 24 mars 2021                                      | Stade du 4 août, Ouagadougou, Burkina Faso                             | Soudan du Sud                                     | 80 min                                            | 74e 80e 80e                                       | 1-0                                               | Qualification CAN 2021                            |
| 102.                                              | 5 juin 2021                                       | Stade olympique Ebimpé, Abidjan, Côte d'Ivoire                         | Côte d'Ivoire                                     | 78e                                               | 88e                                               | 2-1                                               | Match amical                                      |

### Buts internationaux
| Buts internationaux de Charles Kaboré | Buts internationaux de Charles Kaboré | Buts internationaux de Charles Kaboré      | Buts internationaux de Charles Kaboré | Buts internationaux de Charles Kaboré | Buts internationaux de Charles Kaboré | Buts internationaux de Charles Kaboré | Buts internationaux de Charles Kaboré |
|                                       | Date                                  | Lieu                                       | Adversaire                            | Score                                 | Résultat                              | Compétition                           |                                       |
| ------------------------------------- | ------------------------------------- | ------------------------------------------ | ------------------------------------- | ------------------------------------- | ------------------------------------- | ------------------------------------- | ------------------------------------- |
| 1.                                    | 29 mai 2007                           | National Sports Stadium, Harare, Zimbabwe  | Zimbabwe                              | 1-1                                   | 1-1                                   | Match amical                          |                                       |
| 2.                                    | 21 juin 2008                          | Stade du 4 août, Ouagadougou, Burkina Faso | Seychelles                            | 1-0                                   | 4-1                                   | Qualifications Coupe du monde 2010    |                                       |
| 3.                                    | 9 octobre 2010                        | Stade du 4 août, Ouagadougou, Burkina Faso | Gambie                                | 3-0                                   | 3-1                                   | Qualifications CAN 2012               |                                       |
| 4.                                    | 23 mars 2013                          | Stade du 4 août, Ouagadougou, Burkina Faso | Niger                                 | 3-0                                   | 4-0                                   | Match amical                          |                                       |

## Palmarès

### En club
Charles Kaboré est Champion de France 2010 avec l'Olympique de Marseille et vice-champion à trois reprises lors des saisons 2008-2009, 2010-2011 et 2012-2013. Il remporte la Coupe de la Ligue à trois reprises en 2010 (3-1 contre les Girondins de Bordeaux), en 2011 (1-0 contre le Montpellier HSC) et en 2012 (1-0 contre l'Olympique lyonnais). Il remporte également le Trophée des champions deux fois consécutivement en 2010 (aux tirs au but contre le Paris SG) et en 2011 (5-4 contre le Lille OSC).

### En sélection nationale
Il est finaliste de la Coupe d'Afrique des nations en 2013 avec le Burkina Faso.

### Distinctions personnelles
En 2008, il est nommé parmi les 40 meilleurs joueurs d'Europe de moins de 21 ans pour l'élection du Golden Boy proposé par le quotidien sportif italien Tuttosport.
Le 12 février 2013, il est fait officier de l'ordre national burkinabé à la suite des résultats obtenus par l'équipe du Burkina Faso lors de la CAN 2013 en Afrique du Sud.